# Zasłonak ustrojony

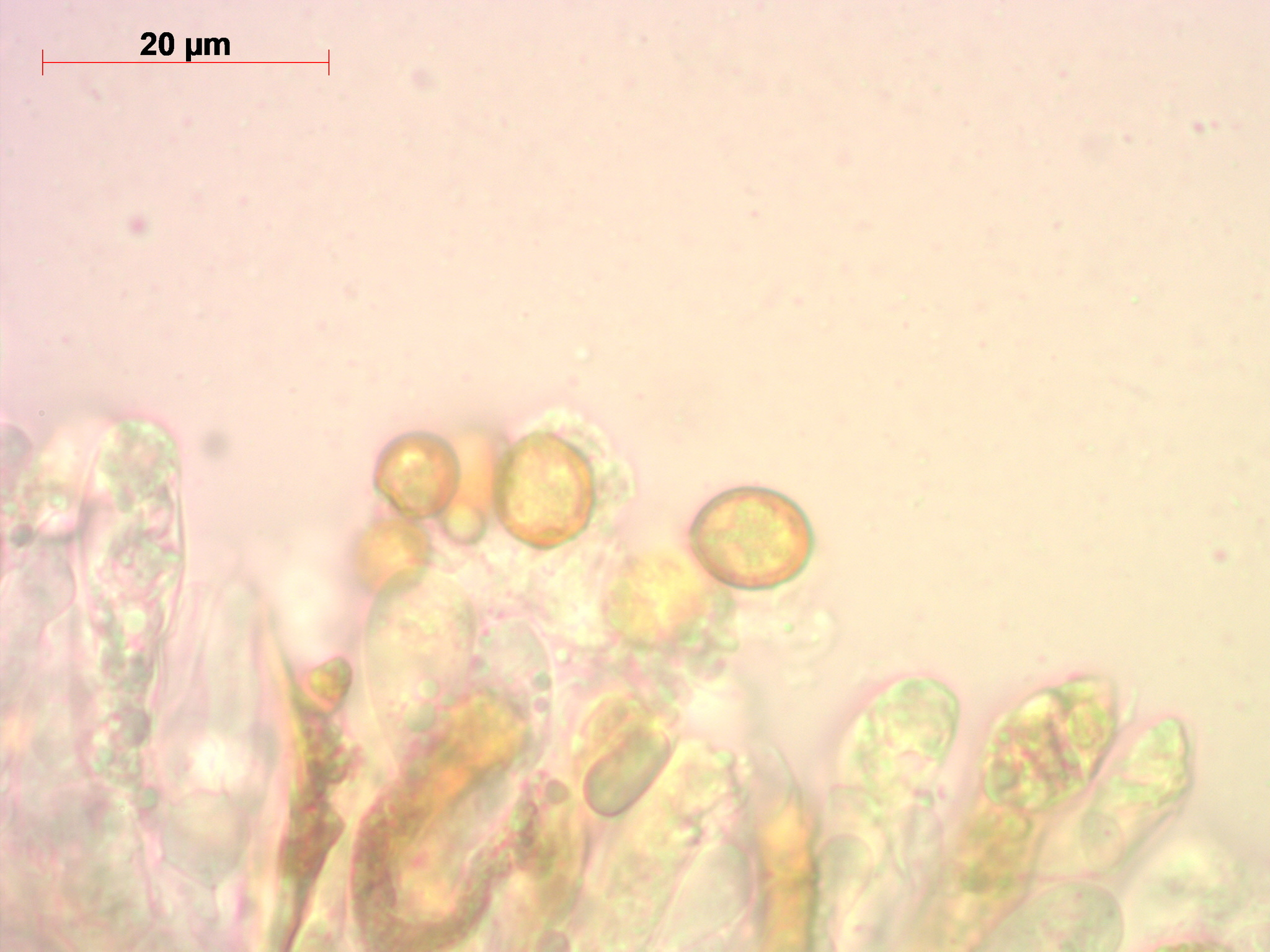

Zasłonak ustrojony (Cortinarius paragaudis Fr.) – gatunek grzybów należący do rodziny zasłonakowatych (Cortinariaceae).

## Systematyka i nazewnictwo
Pozycja w klasyfikacji według Index Fungorum: Cortinarius, Cortinariaceae, Agaricales, Agaricomycetidae, Agaricomycetes, Agaricomycotina, Basidiomycota, Fungi.
Po raz pierwszy opisał go w 1838 r. Elias Fries i nadana przez niego nazwa naukowa jest aktualna. Synonimy:
- Cortinarius armillatus var. paragaudis (Fr.) Bigeard & H. Guillemin 1909
- Cortinarius oenochelis (H. Lindstr.) Bidaud, Moënne-Locc. & Reumaux 1995
- Cortinarius paragaudis subsp. oenochelis H. Lindstr. 1992
- Cortinarius paragaudis var. oenochelis (H. Lindstr.) Blanco-Dios 2018
- Gomphos paragaudis (Fr.) Kuntze 1891
- Hydrocybe paragaudis (Fr.) M.M. Moser 1953
- Telamonia paragaudis (Fr.) Ricken 1912

Polska nazwa na podstawie internetowego atlasu grzybów.

## Morfologia
Kapelusz
Szerokość 3–6(–7) cm, początkowo wypukły z podwiniętym brzegiem, potem płasko-wypukły z małym garbkiem, tylko nieco higrofaniczny, z higrofanicznymi smugami. Powierzchnia wyraźnie włóknista, często z winnoczerwonymi resztkami zasnówki na brzegu, szarobrązowa do ochrowobrązowej.
Blaszki
W liczbie 45–55 pełnych blaszek dochodzących do trzonu, średnio gęste, średniej grubości lub grube, początkowo jasnobrązowe, potem ciemnobrązowe, u starszych okazów brzeg nieco jaśniejszy, nierówny.
Trzon
Wysokość 6–15 cm, grubość do 1,2 cm, cylindryczny, u podstawy maczugowaty (2,25 cm), rzadko całkowicie cylindryczny, zwykle smukły. Powierzchnia włóknista, początkowo biała, później szarobrązowa. U podstawy biała lub bladoróżowa grzybnia. Resztki osłony winnoczerwone, czasem u młodych okazów żółtawobrązowe, zwykle tworzące wyraźne pasy lub strefy lub kilka punktów.
Miąższ
W kapeluszu w stanie świeżym i wilgotnym szarobrązowy, po wysuszeniu białawobrązowy, w trzonie ciemniejszy w kierunku podstawy. Zapach lekko rzodkiewkowaty.
Cechy mikroskopowe
Podstawki czterozarodnikowe, o średnich wymiarach 28–37,2 × 8,4 mm, z brudnooliwkową lub oliwkowobrązową zawartością w KOH. Zarodniki średnio 56,5 × 36,3 µm, szeroko jajowate do niemal kulistych, o ścianach średniej grubości, umiarkowanie, dość grubo brodawkowate, nieco mocniej na wierzchołku, prawie niedekstrynalne lub słabo dekstrynalne, niektóre zarodniki stają się lekko brązowawoczerwone w KOH. Zarodniki na blaszkach są zwykle węższe i bardziej jajowate niż na osłonie. Strzępki tramy blado oliwkowożółtawe do oliwkowobrązowawch w KOH, prawie gładkie do wyraźnie drobno, gęsto chropowatych, czasami z gutulami, inkrustowane kilkoma oliwkowymi plamkami. Epikutis średniej grubości, najwyższe strzępki o szerokości 4–9 mm, mogą być gładkie lub drobno chropowate, z małymi albo dużymi plamkami; niżej strzępki o szerokości 5–11 mm, prawie szkliste do żółtawobrązowych, drobno lub silniej inkrustowane. Na strzępkach obecne sprzążki.

## Występowanie i siedlisko
Występuje w Ameryce Północnej i w Europie, zwłaszcza w północnych rejonach. Brak go w opracowanym w 2003 r. przez Władysława Wojewodę wykazie wielkoowocnikowych grzybów podstawkowych Polski, po raz pierwszy jego stanowiska w Polsce podał J. Łuszczyński w 2007 r.
Naziemny grzyb mykoryzowy. Występuje w rożnego typu lasach; od wilgotnych lasów świerkowych po suche lasy liściaste z brzozą i dębem, także w lasach sosnowych. Jest częsty w strefie borealnej, sporadycznie spotykany w strefie podbiegunowej i rzadko w strefie umiarkowanej. Owocniki pojawiają się pod koniec lipca i na początku października, ale szczyt owocowania przypada na koniec sierpnia i początek września.